# David Robertson (giocatore di baseball)
David Alan Robertson (Lexington, 9 aprile 1985) è un giocatore di baseball statunitense, lanciatore di rilievo per i Chicago Cubs della Major League Baseball (MLB).
Anche suo fratello, Connor Robertson, ha giocato come giocatore di baseball professionista.

## Carriera

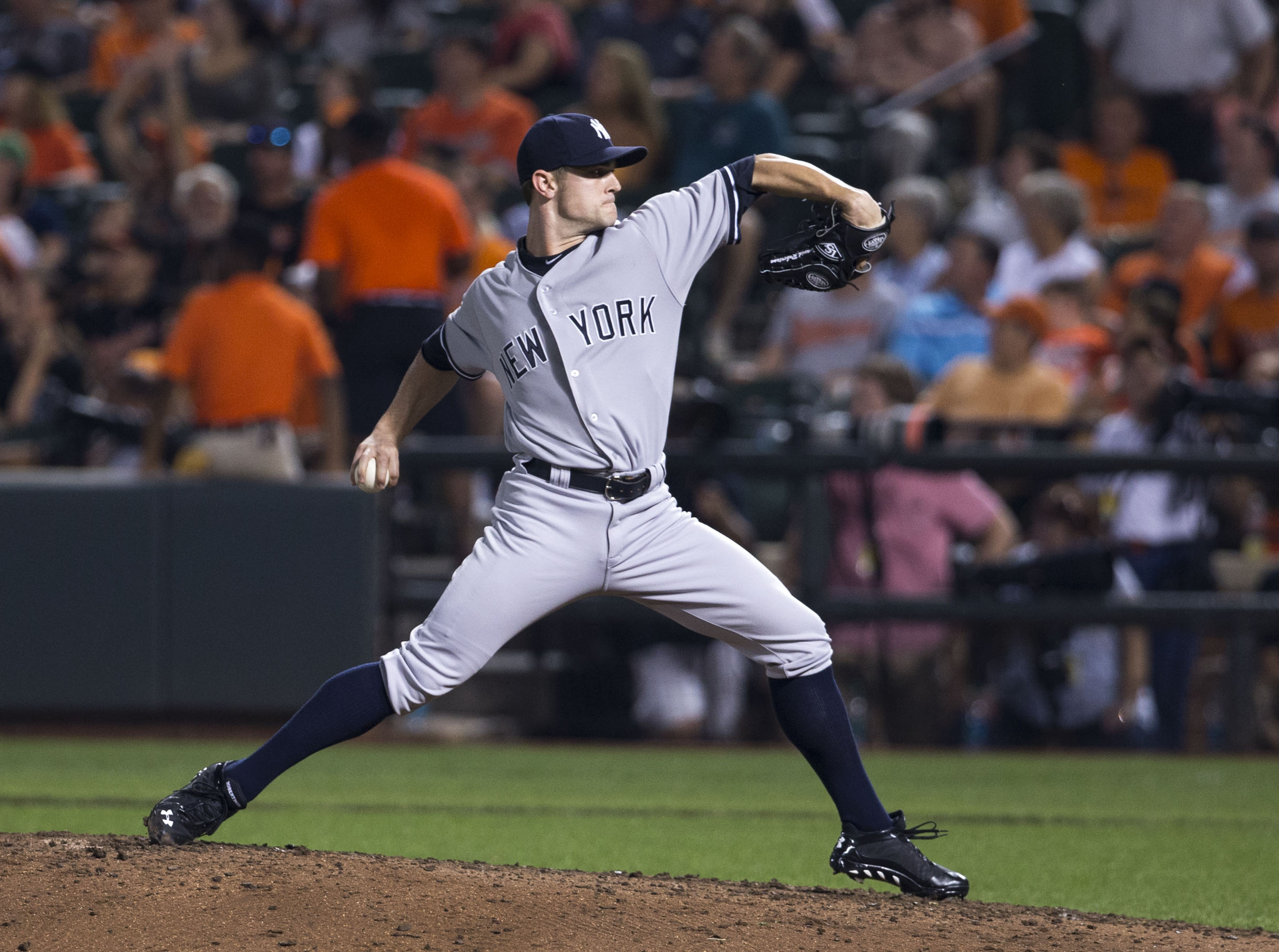
Robertson con gli Yankees nel 2013

### Inizi e Minor League
Robertson nacque a Birmingham, nello stato dell'Alabama. Frequentò per tre anni la Central-Tuscaloosa High School di Tuscaloosa e successivamente la Paul W. Bryant High School nella medesima città, dove si diplomò. Si iscrisse all'Università dell'Alabama e da lì venne selezionato nel 17º turno del draft MLB 2006 dai New York Yankees, con un bonus alla firma di 200.000 dollari. Cominciò a giocare nel 2007, principalmente nella classe A e nella A-avanzata, giocando anche due partite nella Doppia-A.

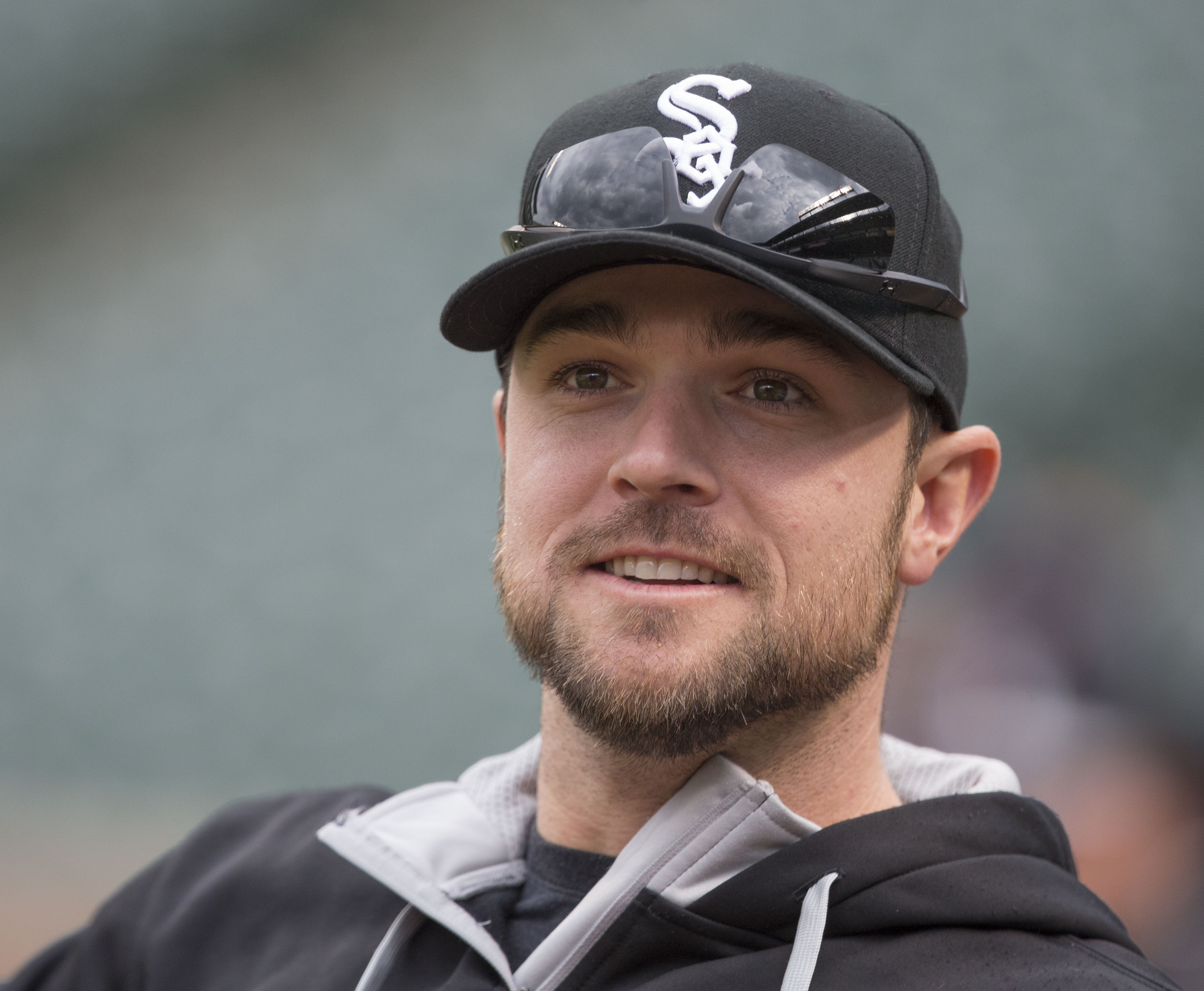
Robertson con i White Sox nel 2015

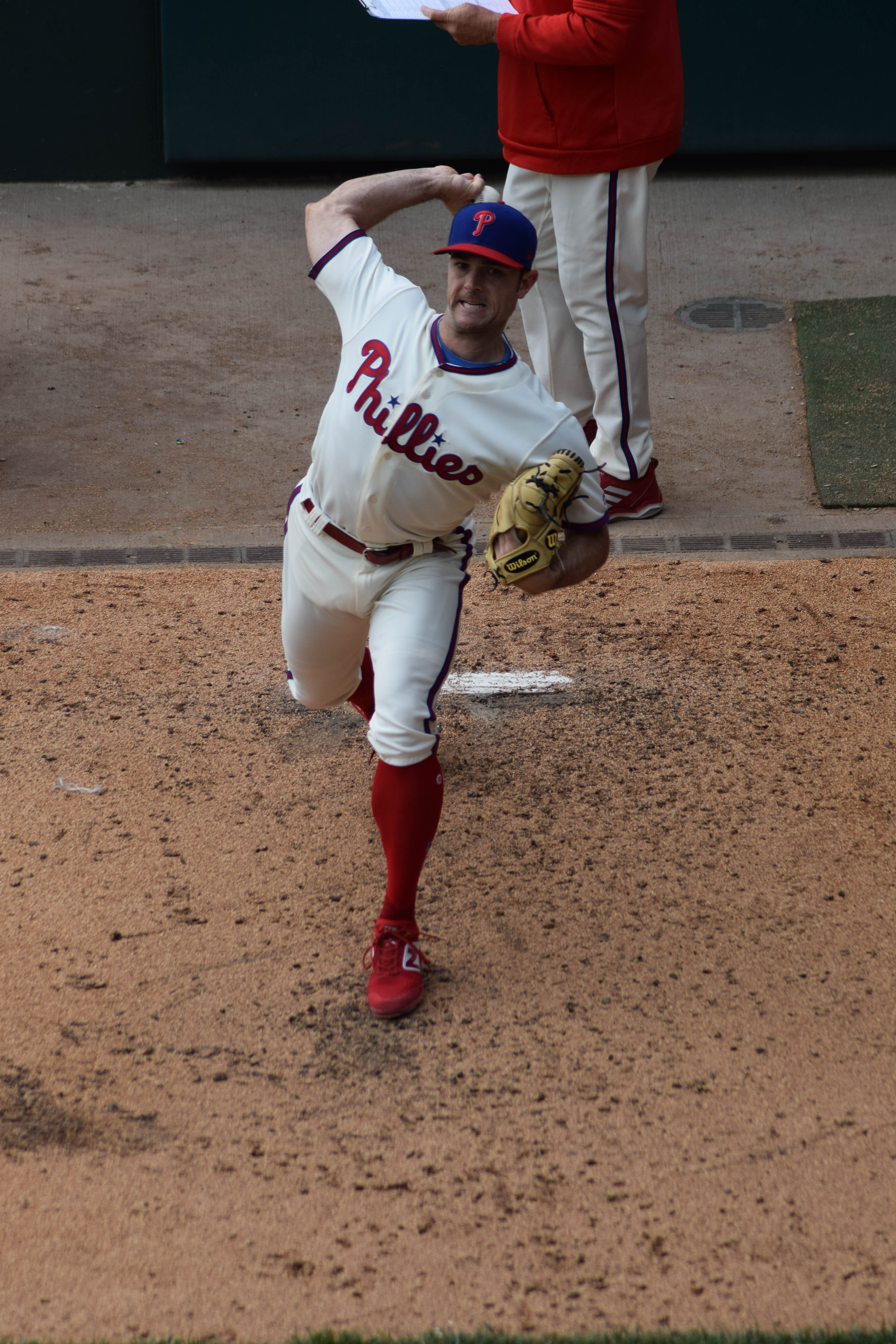
Robertson con i Phillies nel 2019

### Major League
Robertson debuttò nella MLB il 29 giugno 2008, allo Shea Stadium di New York contro i New York Mets. Concluse la sua prima stagione regolare con 25 partite disputate nella Major League e 30 giocate nella Minor League, 9 nella Doppia-A e 21 nella Tripla-A. Nel 2009 partecipò alla sua prima post stagione e diventò campione, dopo che gli Yankees, arrivati alle World Series, le vinsero. Nel 2011 venne convocato per la prima volta per l'All-Star Game.
Il 10 dicembre 2014, Robertson firmò un contratto con i Chicago White Sox, dove giocò come lanciatore di chiusura.
Il 19 luglio 2017, i White Sox scambiarono Robertson, Todd Frazier e Tommy Kahnle con gli Yankees in cambio di Tyler Clippard e i giocatori di minor league Ian Clarkin, Tito Polo e Blake Rutherford. Divenne free agent il 29 ottobre 2018.
Il 3 gennaio 2019, Robertson firmò un contratto biennale dal valore complessivo di 23 milioni di dollari, con i Philadelphia Phillies, con un'opzione del club per il terzo anno di 12 milioni e un buyout di 2 milioni.
Il 14 aprile, dopo aver giocato in sole sette partite, Robertson fu costretto a terminare in anticipo la stagione per un infortunio al gomito destro che necessitò della Tommy John surgery, eseguita dal giocatore in agosto, che secondo le previsioni dei medici lo terrà fuori dai campi da gioco dai 14 ai 16 mesi. Come previsto non riuscì a recuperare in tempo per la stagione 2020, saltandola interamente. Divenne free agent al termine della stagione.
Il 16 agosto 2021, Robertson firmò con i Tampa Bay Rays. Chiuse la stagione con 12 partite disputate nella MLB e divenne free agent.
Il 16 marzo 2022, Robertson firmò un contratto annuale con i Chicago Cubs.

## Nazionale
Robertson partecipò e vinse con la nazionale USA l'edizione 2017 del World Baseball Classic, ottenendo come i suoi compagni di squadra, la medaglia d'oro.

## Palmarès

### Club
- World Series: 1

New York Yankees: 2009

### Individuale
- MLB All-Star: 1

2011

### Nazionale
- World Baseball Classic:  Medaglia d'Oro

Team USA: 2017
- Giochi olimpici:  Medaglia d'Argento

Team USA: 2020